# 亮葉漆樹
亮葉漆樹（學名：Rhus copallina）為漆樹科鹽膚木屬植物，分佈於北美東部，生長在乾旱開闊的灌木林地。為落葉灌木，幼枝呈紅色，秋葉紅色可用以硝皮和染色，果實可為飲料調味，根可入藥治痢疾。

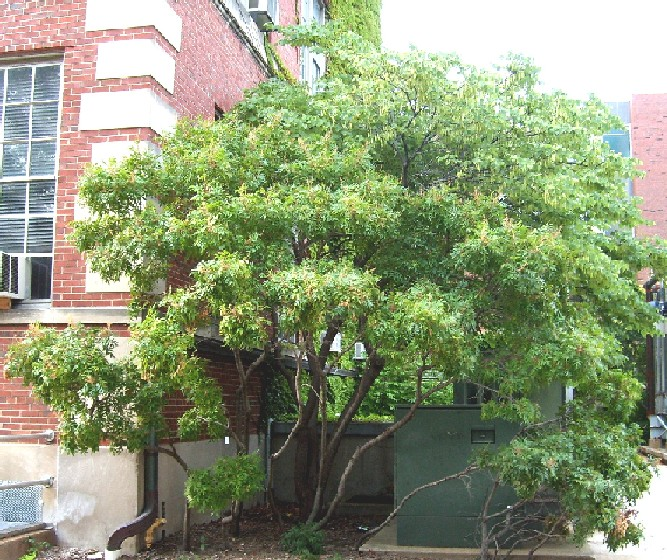
亮葉漆樹在美國一所大學

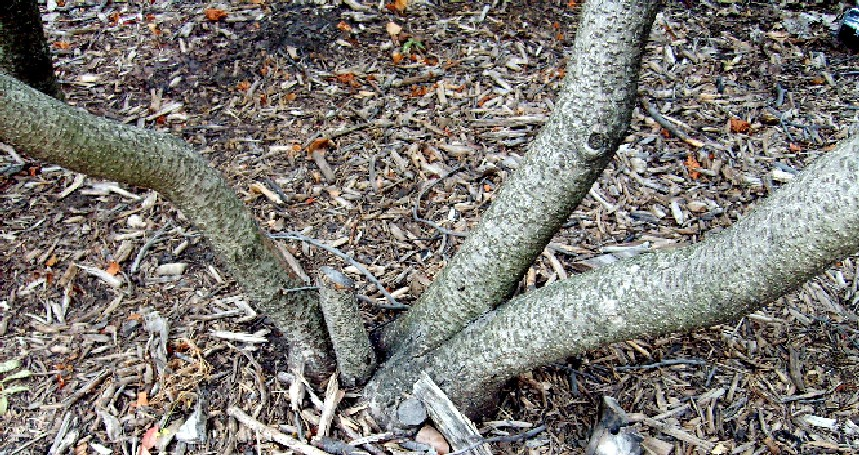
樹幹

## 文獻
- 世界藥用植物圖鑑 頁119，Lesley Bremness 著，貓頭鷹出版社 ISBN 978-986-7001-99-3
- USDA Plants Profile （页面存档备份，存于）